# 107805 Saibi
107805 Saibi è un asteroide della fascia principale. Scoperto nel 2001, presenta un'orbita caratterizzata da un semiasse maggiore pari a 2,4097496 UA e da un'eccentricità di 0,1174633, inclinata di 5,28016° rispetto all'eclittica.